# Johnrehnia rentzi
Johnrehnia rentzi es una especie de cucaracha del género Johnrehnia, familia Ectobiidae.

## Distribución
Esta especie se encuentra en Australia.